# Azotostoma fusta
Azotostoma fusta is een vlokreeftensoort uit de familie van de Lysianassidae. De wetenschappelijke naam van de soort is voor het eerst geldig gepubliceerd in 1965 door Jerry Laurens Barnard.